# Дело Дрейфуса (фильм, Пате)
«Де́ло Дре́йфуса» (фр. L'affaire Dreyfus, 1902 и 1908) — французский короткометражный художественный фильм поставленный на студии Пате. Фильм с таким названием на студии Пате ставился дважды, в 1899 и 1908 годах.

## Сюжет
Фильм состоял из 6 сцен: Арест и признание полковника Анри, его самоубийство в Мон-Валерьен, Дрейфус в Реннской тюрьме, военный совет, аудиенция на военном совете и низложение генерала Мерсье, выход из совета.

## Художественные особенности
В фильме 1899 года декорации просты, почти схематичны. Стиль натуралистический.
Фильм 1908 года был поставлен для экспорта в Америку. Зекка наблюдал за постановкой, возможно, сделанной Люсьеном Нонге или Альбером Капеллани. Романтизм некоторых сцен, например Дрейфус, видящий во сне детей, составляет контраст с голым натурализмом первого фильма, в то время как пикантные гривуазные сцены продолжают все ту же натуралистическую тенденцию.

## Интересные факты
- Ранее «Дело Дрейфуса» было снято Мельесом («Дело Дрейфуса»).